# Goacanthus panajiensis
Goacanthus panajiensis är en hakmaskart som beskrevs av Gupta och Sohan Lal Jain 1980. Goacanthus panajiensis ingår i släktet Goacanthus och familjen Illiosentidae. Inga underarter finns listade i Catalogue of Life.